# Ulrichsplatz (Bremen)
Der Ulrichsplatz ist ein kleiner, historischer, dreieckiger Platz in Bremen im Stadtteil Mitte, Ortsteil Ostertor. Er trägt seit 2002 den Namen des Juristen, Journalisten, Verlegers und Schriftstellers Karl Heinrich Ulrichs, Vorkämpfer für die rechtliche Gleichstellung von Homosexuellen.   
Am Ulrichsplatz treffen sich die Straßen Ostertorsteinweg, als erste Steinstraße, die zum Ostertor (östliches Tor) der Bremer Stadtbefestigung führte, Wulwesstraße, nach dem Familiennamen Wolf (1721 urkundlich genannt), Landweg, als eine alte Landstraße und Hohenpfad, als alter Dammweg zur Contrescarpe und zum Ostertor.

## Geschichte
Mit dem Bau der Stadtmauer entstand 1238 auch das Ostertor und ein Weg, der nach Osten führte vorbei am Paulskloster (1050–1523) und der späteren Siedlung von Handwerkern und Händlern der Vorstadt vor dem Ostertore bzw. St.-Pauli-Vorstadt. Im 17. Jahrhundert erfolgte der Ausbau als Steinstraße (Stenstrade). An der Einmündung Ostertorsteinweg/Wulwesstraße/Hohenpfad entstand eine dreieckige freie Fläche, auch erkennbar im Baulinienplan von 1879. Erst 2002 erhielt der Platz seinen Namen. Er  entwickelte sich im sogenannten Viertel zum beliebten Treffpunkt mit vielen Geschäften und Gaststätten sowie dem ÖkoMarkt Ostertor. 2014 wurde ein unansehnlicher Kiosk entfernt.

## Gebäude beim Platz

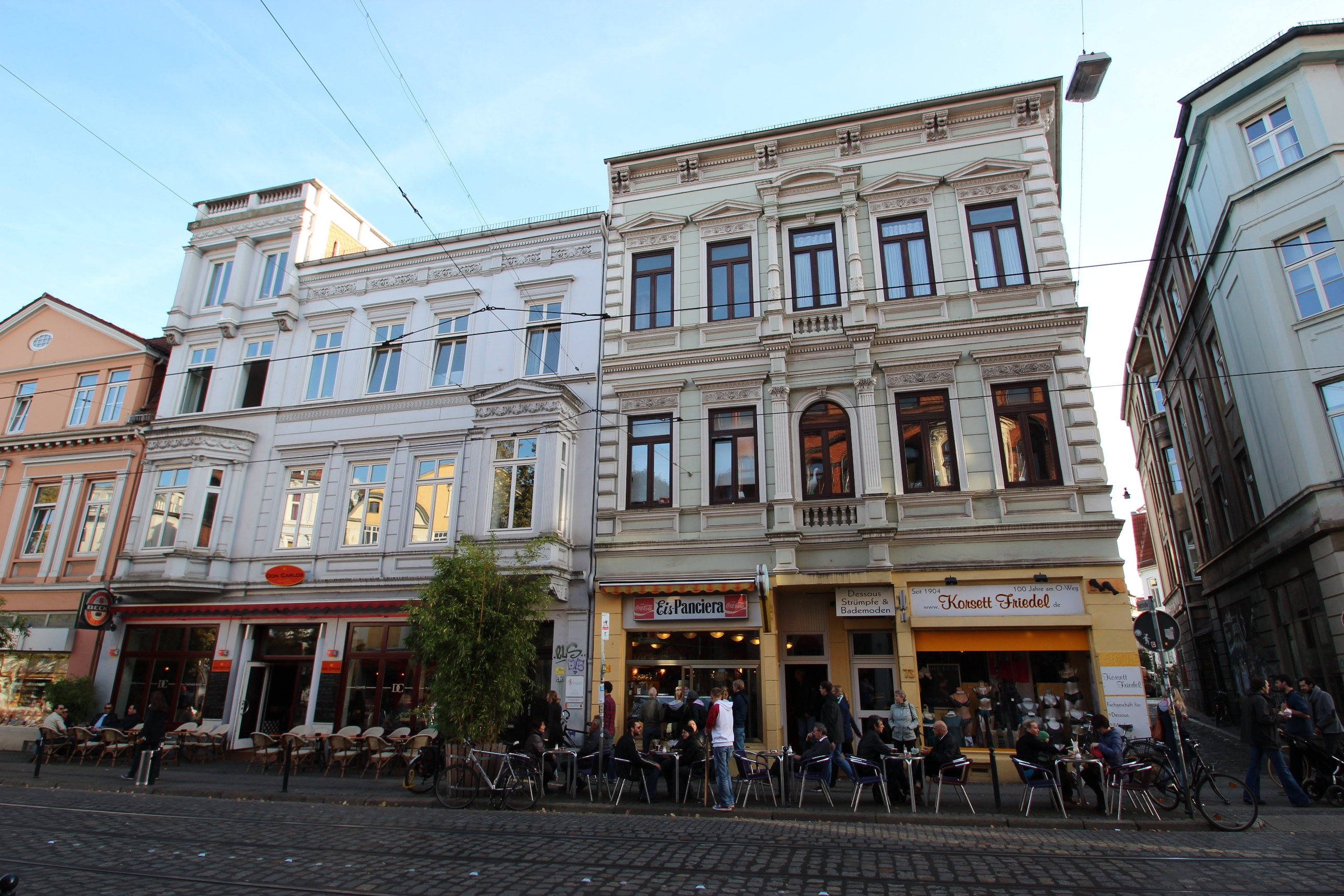
Wohnhäuser Ostertorsteinweg 73–75

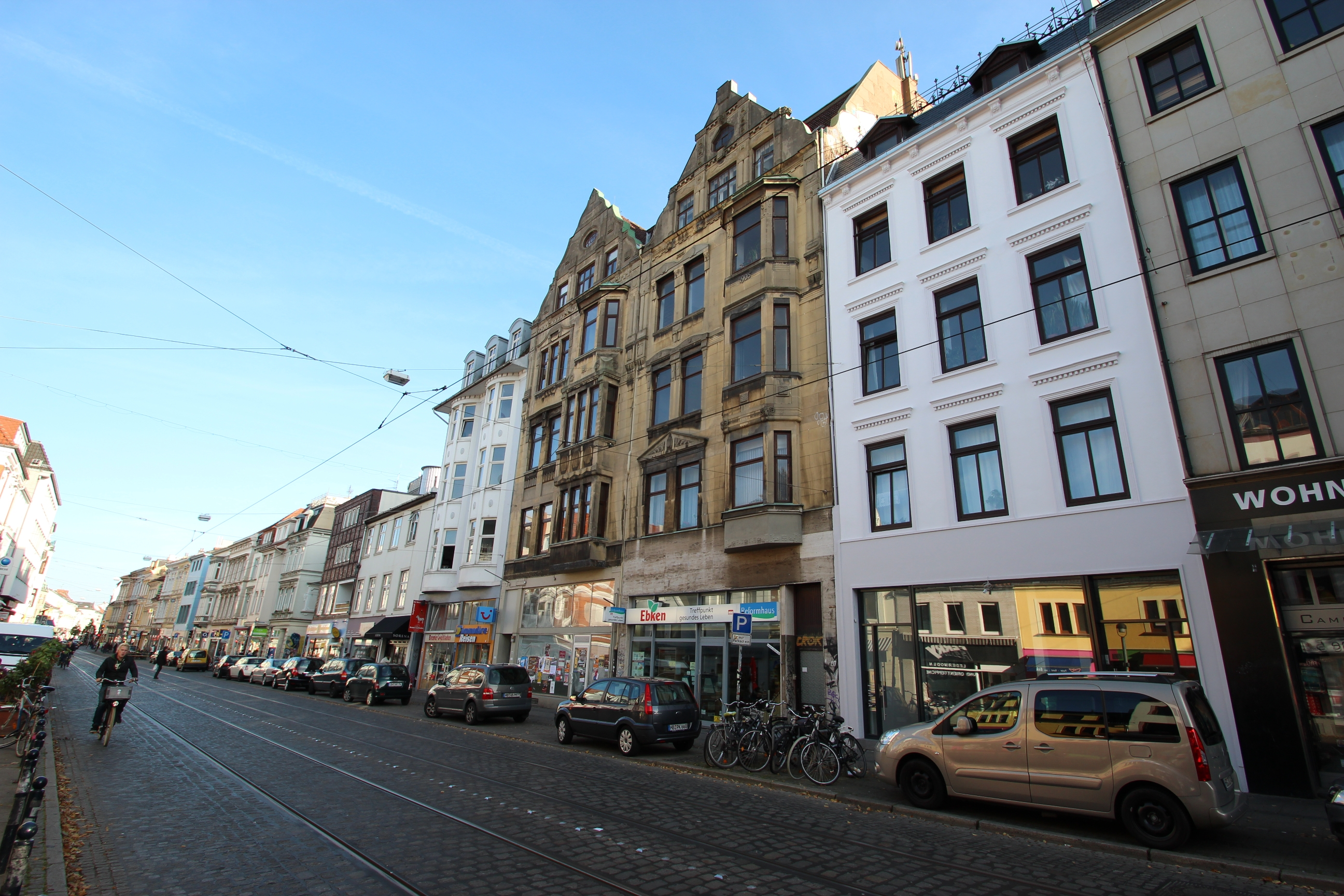
Wohnhäuser Ostertorsteinweg 86–90A

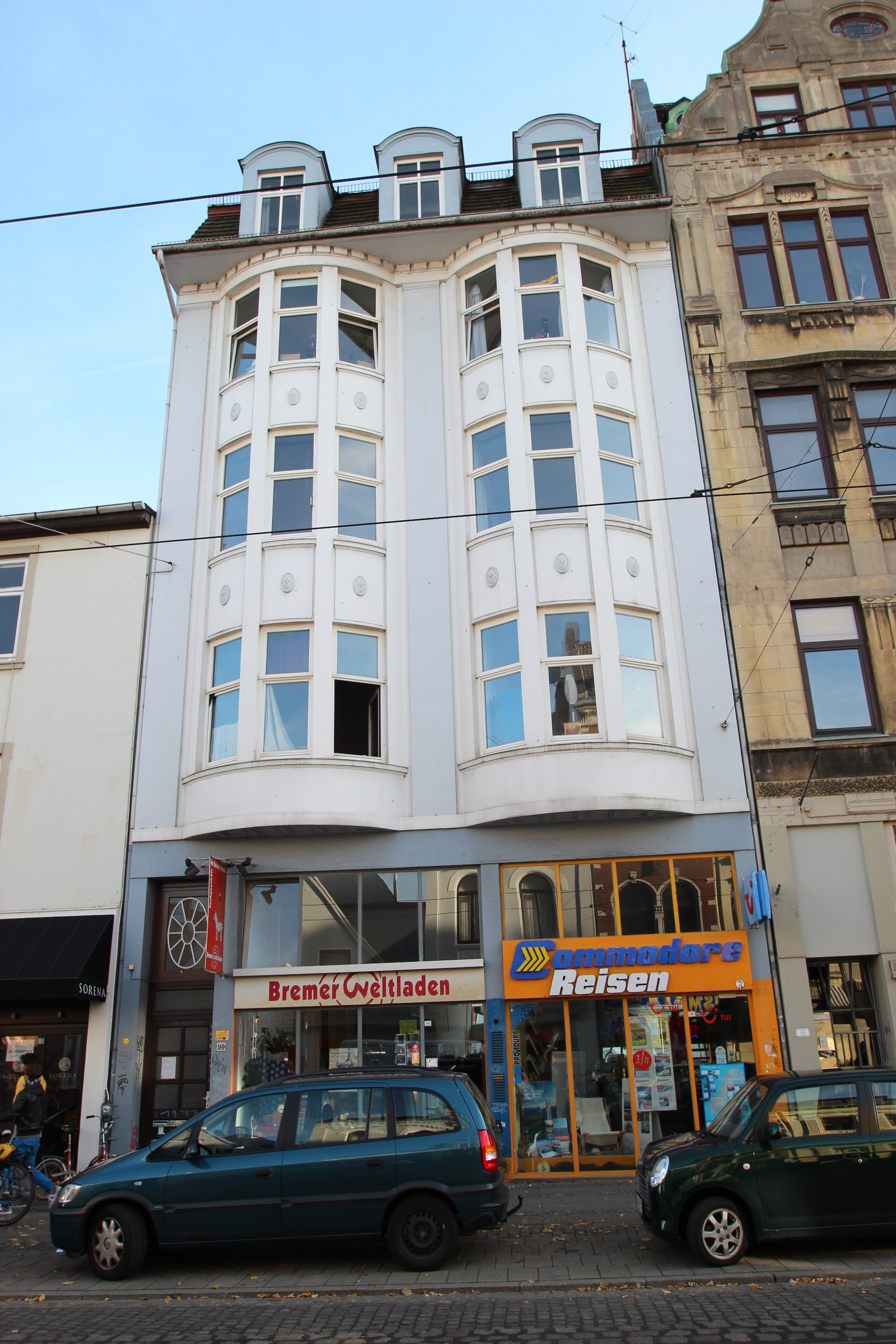
Wohnhaus Ostertorsteinweg 90

- Ostertorsteinweg Nr. 13: Das älteste eingeschossige Haus der Straße mit überformter Fassade; heute Haushaltswarengeschäft.
- Ostertorsteinweg Nr. 27: 4-gesch. Eckhaus mit einer Trattoria.
- Ostertorsteinweg Nr. 29: 3-gesch. Geschäftshaus von um 1910 mit rundem Giebel, früher Kino, heute Penny-Markt.
- Ostertorsteinweg Nr. 31/33: 4-gesch. Wohnhaus mit dem Engel Weincafé.
- Wohnhäuser Ostertorsteinweg 73/75; unter Denkmalschutz
  - Ostertorsteinweg Nr. 73: 3-gesch. historisierendes Wohn- und Geschäftshaus im Stil der Neorenaissance von um 1890
  - Ostertorsteinweg Nr. 74/75: 3-gesch. historisierendes (Neorenaissance) Wohn- und Geschäftshaus Dunkel von 1871
- Wohnhäuser Ostertorsteinweg 86 bis 90; unter Denkmalschutz
  - Ostertorsteinweg Nr. 86: 4-gesch. historisierendes Wohn- und Geschäftshaus von um 1880
  - Ostertorsteinweg Nr. 87: 4-gesch. historisierendes Wohn- und Geschäftshaus Georg Ahlers von 1904/05 nach Plänen von Hans Lassen
  - Ostertorsteinweg Nr. 88/89: 4-gesch. Wohn- und Geschäftshaus von 1904/05 nach Plänen von Hans Lassen im Reformstil
  - Ostertorsteinweg Nr. 90: 4-gesch. Wohn- und Geschäftshaus von um 1905 im Reformstil

Kunstobjekte
- Bronzeplastik Ottilie Hoffmann von 1987 vom Bildhauer Jürgen Cominotto an der Ecke Wulwesstraße

## Verkehr

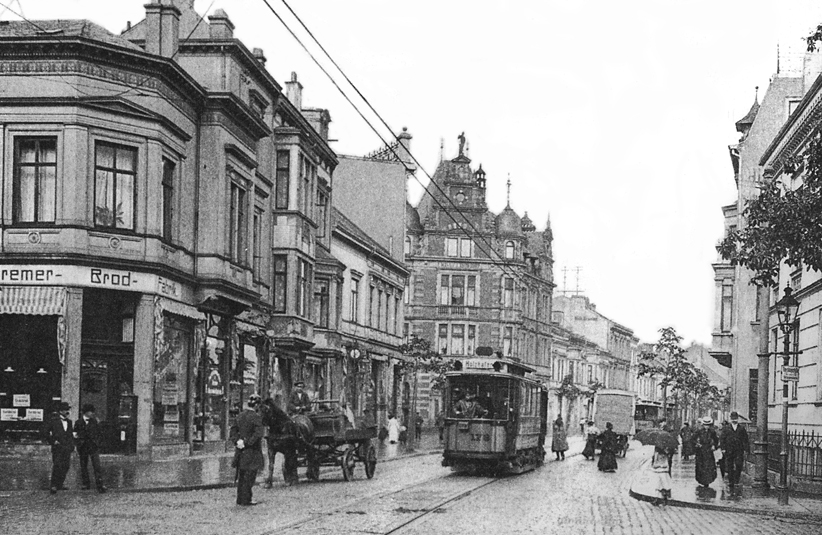
Tram im Viertel um nach 1900

1879 fuhr die Große Bremer Pferdebahn als erste Linie von Walle durch die Faulenstraße, die Obernstraße und den Ostertorsteinweg zur Hastedter Heerstraße. 1881 kam die Ringbahn hinzu. 1900 wurde die Bremer Straßenbahn elektrisiert. 1908 erfolgte die Einführung der Liniennummern 1 bis 8. Die Straßenbahnlinien 2 (Gröpelingen–Sebaldsbrück) und 3 (Gröpelingen–Weserwehr) führen seitdem im Nahverkehr in Bremen am Platz vorbei.
Die Bremer Straßenbahn-AG richtete 2002 am Ulrichsplatz die Haltestelle Wulwesstraße/Ulrichsplatz neu ein, seit  2020 in Ulrichsplatz umbenannt.